# 急進大義
急進大義（きゅうしんたいぎ、スペイン語: La Causa Radical, LCR）は、ベネズエラの政党。党のロゴでは鏡文字を用いてLa Causa Яと表記される。

## 概要
1971年、アルフレド・マネイロらによって結成された。当初ベネズエラ83（Venezuela 83）を党名としていたが、1979年に急進大義へと改名した。マネイロはもとベネズエラ共産党軍事部門のゲリラ指揮官で、共産党を離れ社会主義運動（MAS）の結成メンバーとなったものの、民主集中制と前衛党路線を拒絶して労働者への権力移譲と労働者民主主義を主張していた。
学生、都市貧困層、知識人、金属・鉄鋼労働者への浸透を図ったが、後に党の有力指導者となるアンドレス・ベラスケスはグアヤナ地域の製鉄大手オリノコ製鉄の組合運動の中で頭角を現し、その成功によって急進大義は主に金属・鉄鋼労働者を支持基盤とした政党と見なされるようになった。1982年にマネイロが死去した後も、党は労働者民主主義、労働者政府を政治目標として掲げ、社会主義政党とみなされることをよしとしなかった。
1990年代初頭、急進大義は左派の代替選択肢として台頭し、1993年の大統領選挙でアンドレス・ベラスケスの得票率は22%に達した。1994年以降、当初の草の根民主主義的な主張を放棄し、既成政党同様に議会内政治に軸足を移した。1997年に党は分裂し、多数派は皆のための祖国を結成。急進大義の分裂などによって生じた左派の政治的空白は、ウゴ・チャベス率いる第五共和国運動に食い込む余地を与えることになった。チャベス政権、ニコラス・マドゥロ政権には反対して民主統一会議に参加している。

## 参考資料
- Buxton, Juria (2001), The Failure of Political Reform in Venezuela, Ashgate: Aldershot
- Hellinger, Daniel (1996), “The Causa R and the Nuevo Sindicalismo in Venezuela”, Latin American Perspectives (Sage Publications, Inc.) 23 (3):  pp. 110-131
- Nogueira-Budny, Daniel (2014), “Great Promise, but Poor Performance: Understanding the Collapse of Venezuela’s Causa Radical”, Journal of Politics in Latin America (German Institute for Global and Area Studies) 6 (1):  pp. 109-136
- Webber, Jeffery R. (2010), “Venezuela under Chávez: The Prospects and Limitations of Twenty-First Century Socialism, 1999-2009”, Socialist Studies: the Journal of the Society for Socialist Studies (Socialist Studies) 6 (1):  pp. 11-44